# محسن فقیهی
محسن فقیهی (زاده ۱۳۳۱ در قم)، مجتهد ایرانی، مدرس درس خارج فقه و اصول در حوزه علمیه قم و عضو جامعه مدرسین حوزه علمیه قم است.

## تحصیلات
وی تحصیلات حوزوی خود را در قم آغاز نمود و دروس سطح را نزد ناصر مکارم شیرازی، محمدفاضل لنکرانی، جعفر سبحانی و حسین نوری همدانی گذراند و سپس در سن هفده سالگی دروس خارج خود را نزد سیدمحمد رضا گلپایگانی،محمدعلی اراکی، ناصر مکارم شیرازی،مرتضی حائری، حسین وحید خراسانی و میرزا هاشم آملی آغاز کرد.

## تدریس
وی از سال ۱۳۴۹ تدریس علوم حوزوی را شروع کرد و از سال ۱۳۶۸ به تدریس درس خارج اصول در مسجد مدرسه سید محمدرضا گلپایگانی پرداخت و سه سال پس از آن درس خارج فقه را با کتاب ولایت فقیه آغاز کرد.  مؤسسه دارالثقلین ولی عصر تحت مدیریت او، دوره‌های تخصصی فقه و اصول (سطح ۴ حوزوی) را برگزار می‌کند.

## آثار
- معرفه ابواب الفقه (تلخیص للکتاب تحریر الوسیله للامام الخمینی ره)، مرکز بین‌المللی ترجمه و نشر المصطفی، چاپ نهم ۱۳۹۶